# Lagom
，中文音譯為拉戈姆，為瑞典語詞彙，在中文通常被翻譯為「中庸」、「足夠」、「剛剛好」、「不多不少」、「恰如其分」等。
按照語境不同，該詞可用於代表不同的意思：比如詢問食物調味的脈落下，「Lagom」代表說話者希望調味不要太多、但也不要太少；在室內裝潢上，則代表簡單俐落、避免繁雜佈置；用在工作上，則是期望能與生活平衡，不要讓任一邊佔據過多。通常該詞不意味著完美。
瑞典有句著名諺語為，通常會被翻譯為「足夠就是最好」。

## 詞源
根據《瑞典學院辭典》指出，「Lagom」一詞為（「法則」、「法律」、「教條」等）的複數與格形式。《國家百科全書》也解釋該詞為「lag」的與格複數，但將意義解釋「正確的位置」、「正確的關係」等。在古瑞典語中，「laghum」意為「依法」；而「lagom」則通常用作「正當」、「合適」或「恰當」的同義詞。最早使用該詞的紀錄，可追溯至17世紀左右。
「Lagom」常被誤解為由（「圍繞在團隊周圍」）演化而來。按照這種假詞源誤解常會生出一傳說，認為該詞源於維京人的共同社會時期，人們會互相傳遞著盛滿蜂蜜酒的犄角，並只喝一小口蜂蜜酒、以便讓所有人都能享用。

## 用法
「Lagom」最常用作副詞、但也可用作形容詞。副詞的例子有（「這瑞典酒的味道恰當好處」），而形容詞的例子則有（「這間公寓的大小對我女兒來說剛剛好」）。形容詞形式基本上不會有屈折變化。

## 文化意義
「Lagom」一詞常被衍生為瑞典社會的基本原則。與瑞典人結婚的丹麥飲食作家勃朗特·奧雷爾（Brontë Aurell）在比較「Hygge」與「Lagom」的態度時指出：
Lagom可說是瑞典一種根深柢固的社會原則，它不是指下午茶時間可以吃兩個包輕鬆輕鬆。Lagom是買富豪汽車而不是保時捷。Lagom是中庸之道，是融入而不是突圍而出。——Brontë Aurell，How Lagom is your life ?
旅居瑞典的Nick Hsu觀察到「Lagom」文化下的瑞典人不喜炫耀、或成為眾人注視的焦點，並把「Lagom」形容為中庸之道的最極端實現，認為其貫穿了瑞典避免衝突的歷史。在他讚揚「Lagom」文化促成瑞典的內外和平與繁榮同時，他也觀察到其也導致不直接批評問題或指責他人等現象，從而造成離婚嚴重、待人粗魯等社會問題。
而住在瑞典的勞拉·阿金邁德·阿克斯特羅姆則認為「Lagom」的特性為中庸和平衡，其核心內涵為最佳決策、中間路線、平庸或簡樸等。她指出，雖然「Lagom」能幫助個人在滿足需求與和諧相處間取得平衡，但由於人們對「Lagom」的想法不盡相同，因此在團隊共處中會出現問題。她也觀察到瑞典人在處理「Lagom」時，因為必須同時處理嫉妒，因此會出現各種複雜情緒。另外，勞拉也發現「Lagom」在瑞典也出現了「不興奮」或「無聊」等意義。甚至有瑞典人抗拒該詞。
也因為「Lagom」文化在瑞典根深蒂固，有部份人士認為「Lagom」為瑞典獨有的詞語。語言學者米凱爾·帕克瓦爾明確否認這個說法。

### 大眾文化
1992年4月29日，烏爾達學院按照Spex傳統，在隆德的帕拉迪斯公園（Paradisparken）設立了以Vångå花崗岩製作的「lagom」測量儀器。

## 註解
1. ↑  原文：